# Gavines
Les gavines són ocells marins que pertanyen a la família dels làrids i a l'ordre dels caradriformes i són excel·lents voladors, bé que no volen mai en ple oceà i es limiten a migrar vorejant les costes. Sovint es considera que formen per elles mateixes la subfamília dels larins (Larinae). Cal destacar-ne la gavina vulgar, la gavina capblanca, la gavina corsa o el gavià fosc.

## Morfologia
Aspecte robust, les ales punxegudes i estretes, i la cua arrodonida i curta. El bec és massís i acabat en ganxo. Els dits estan units per una membrana interdigital, cosa que demostra inequívocament la seua adaptació a la vida aquàtica. Aquesta membrana uneix els tres dits anteriors, mentre que el quart resta en posició posterior i lliure. La major part dels làrids presenten un plomatge gris, blanc i negre, colors que es troben barrejats en proporció variable, mentre que els joves tenen tonalitats terroses variables. No existeix dimorfisme sexual, malgrat que els mascles solen ser més grossos.

## Ecologia
Freqüenten tota classe de costes i poques espècies se'n van mar endins, lluny del litoral.
Nien en colònies, de vegades molt denses, i els polls neixen ja proveïts de plomissol, malgrat que no abandonen el niu fins que no ha passat un temps prudencialment llarg, cosa que representa una adaptació a fugir dels depredadors i dels seus congèneres, ja que en els làrids és molt freqüent el canibalisme. Els joves assoleixen la maduresa sexual entre un i quatre anys, en el moment en què adquireixen el plomatge definitiu.

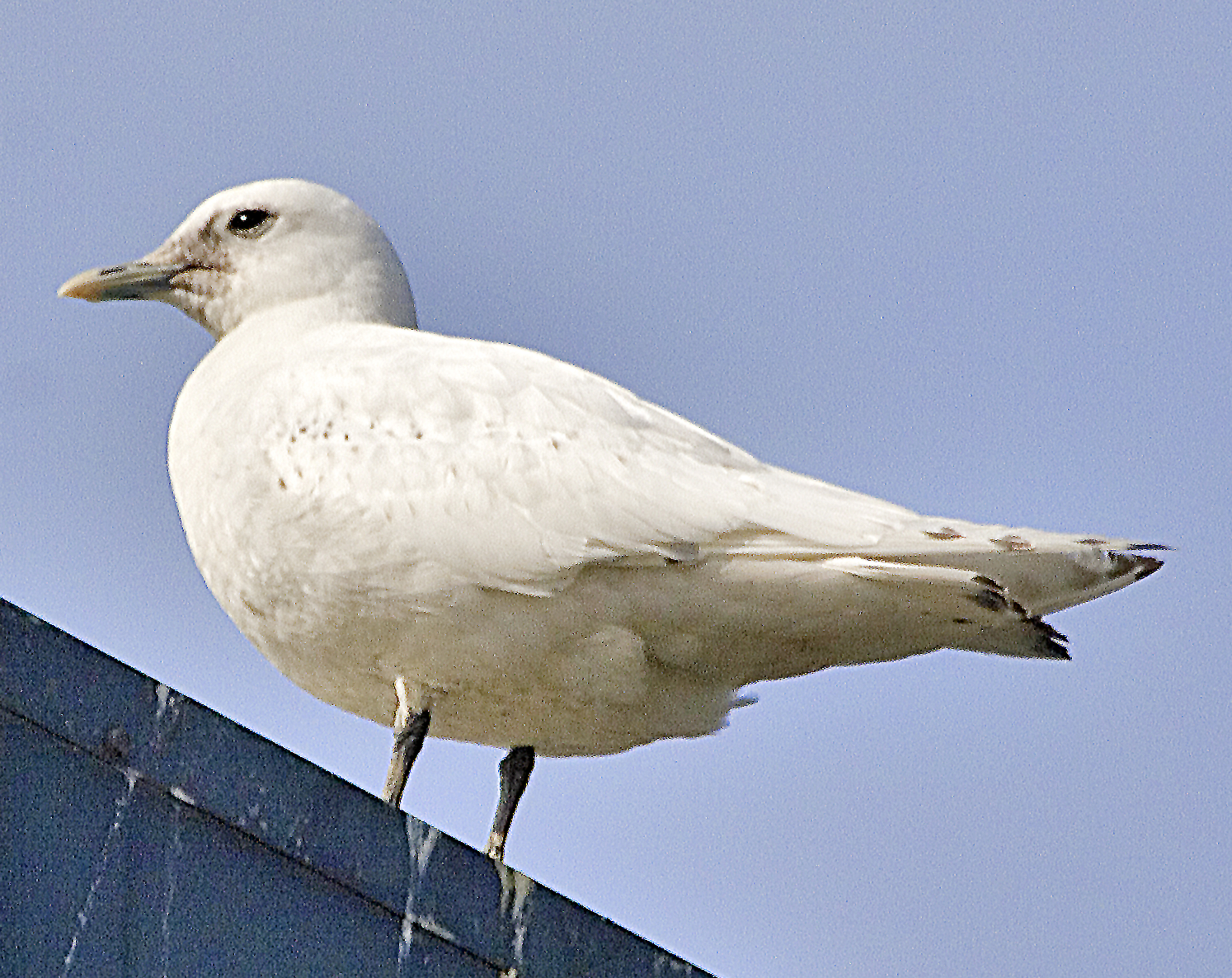
Gavina d'ivori (Pagophila eburnea)

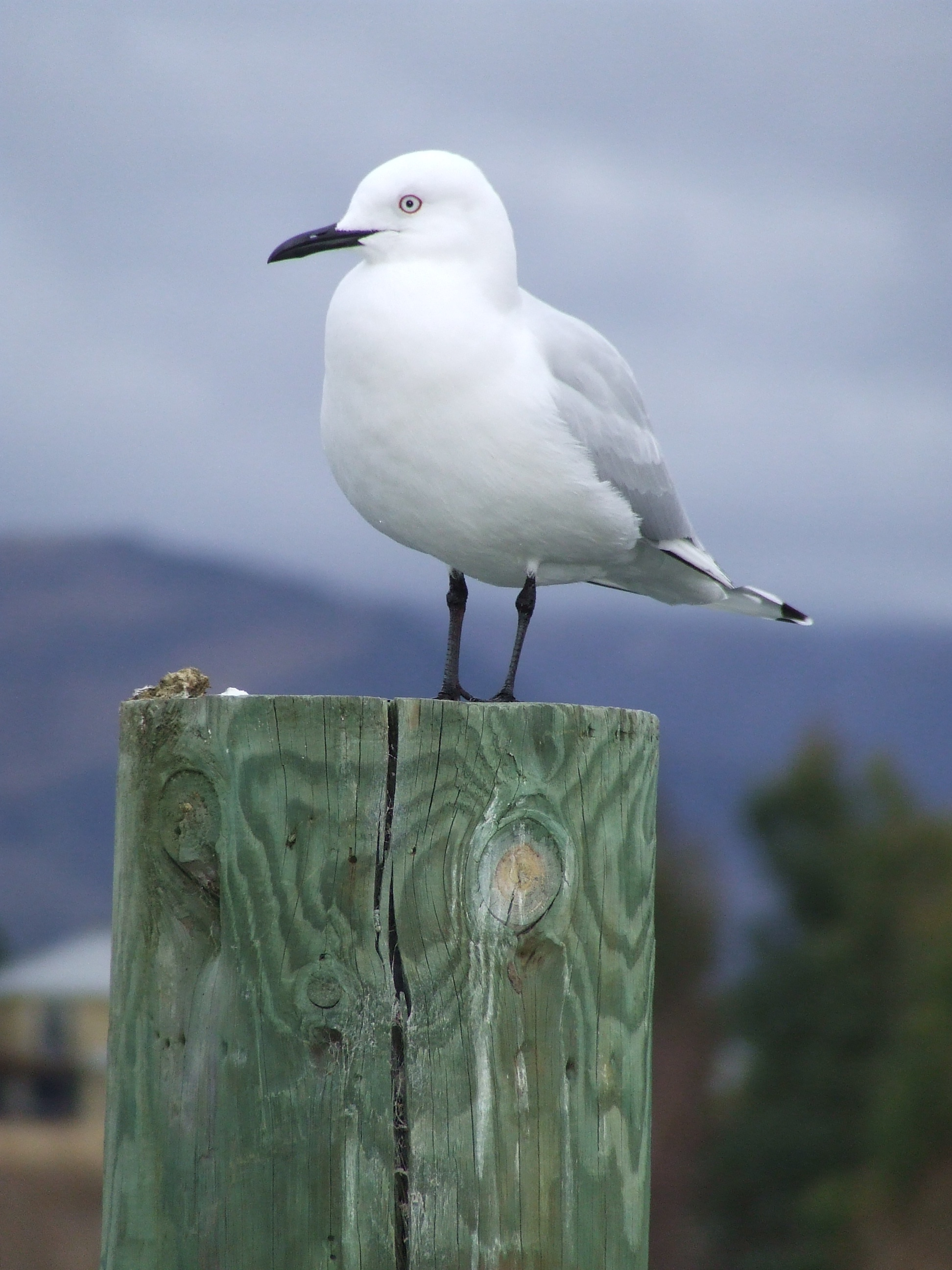
Larus bulleri

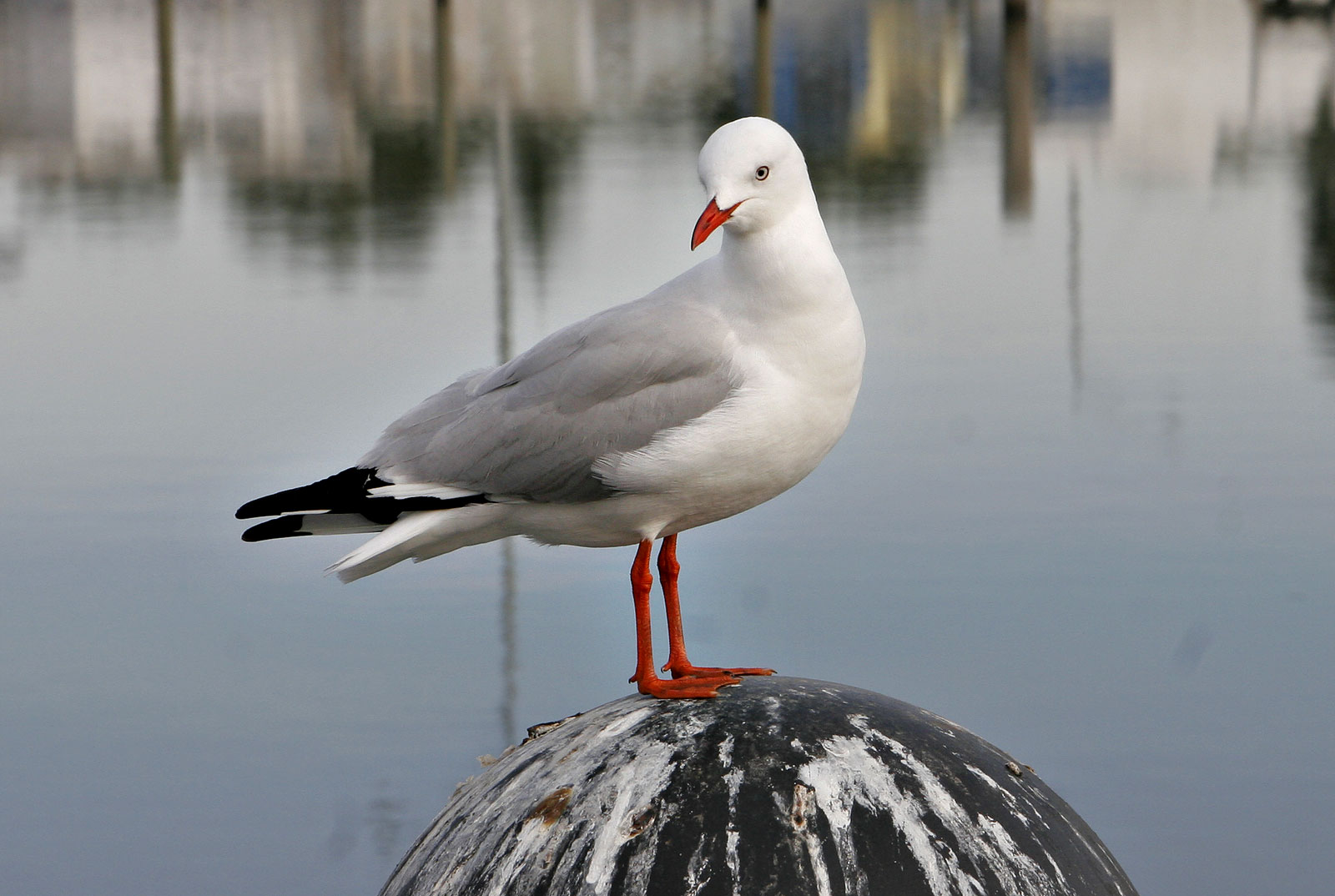
Larus novaehollandiae

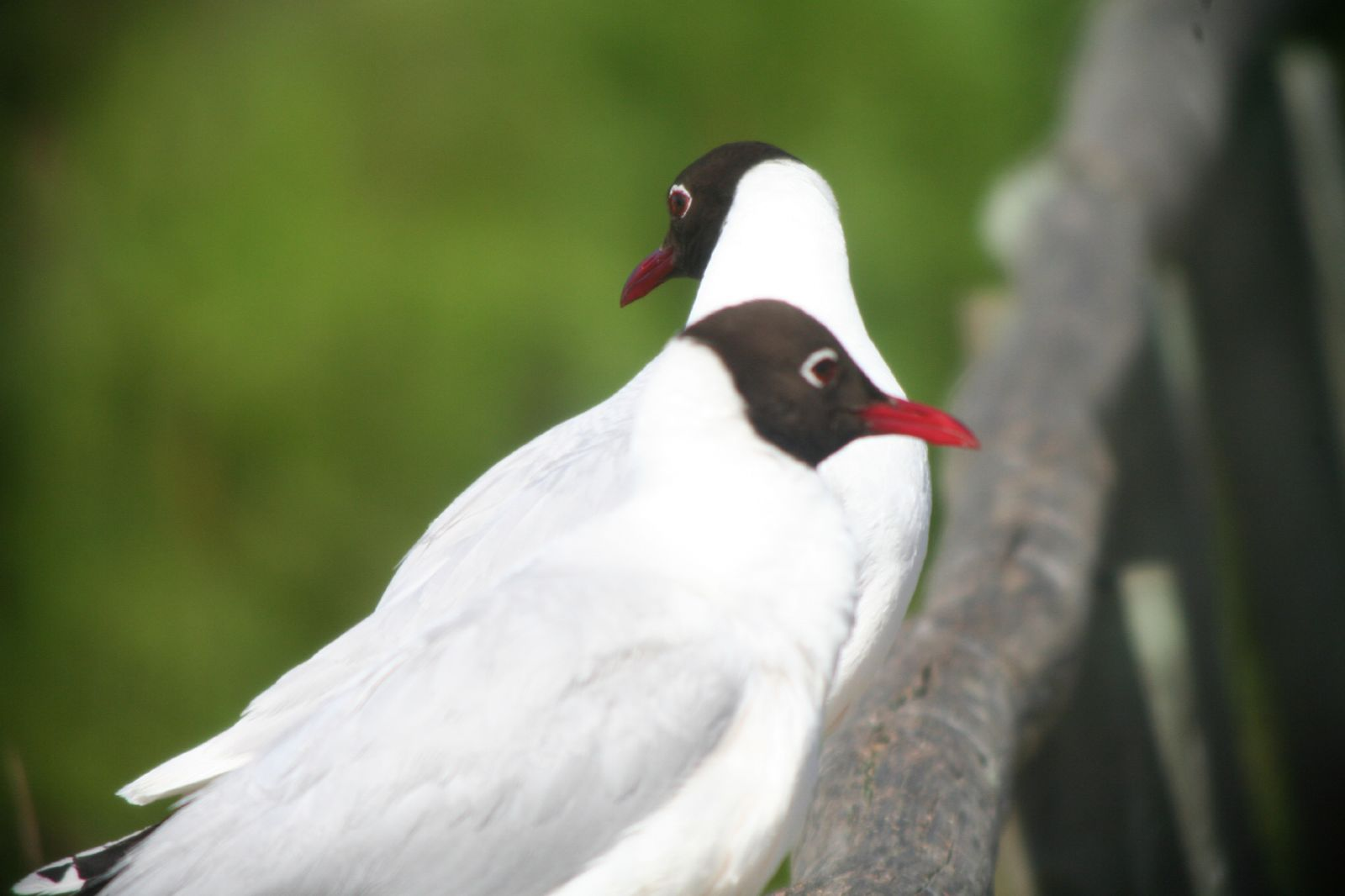
Larus brunnicephalus

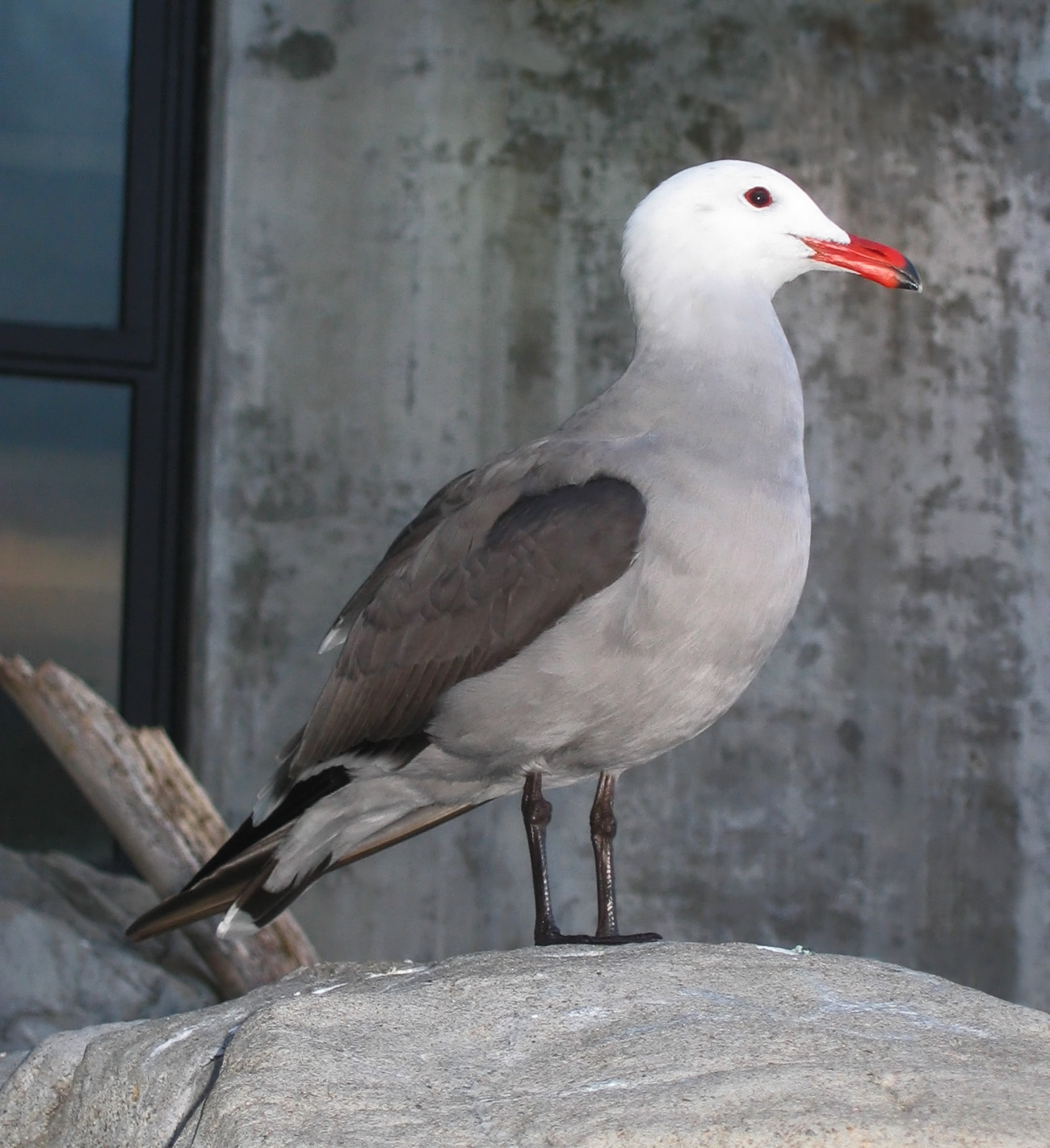
Gavina de Heermann (Larus heermanni)

L'alimentació és omnívora, cosa que ha produït augments notables de les poblacions d'algunes espècies de làrids, ja que aprofiten qualsevol tipus de recursos, incloses les escombraries provinents de poblacions humanes.

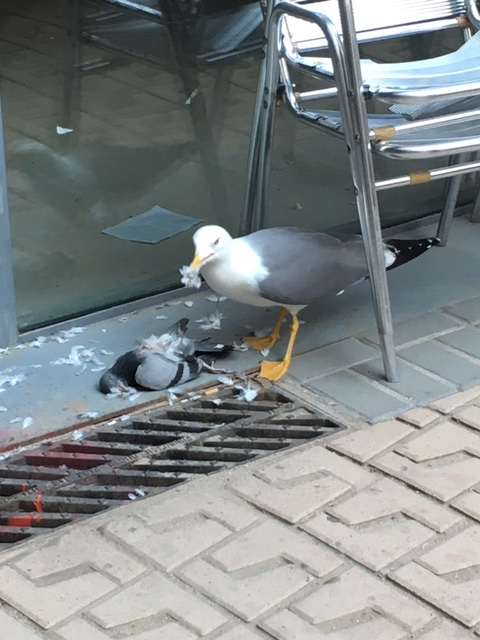
Gavià argentat devorant un colom al pati de la Facultat de Geografia i Història de la Universitat de Barcelona

## Taxonomia

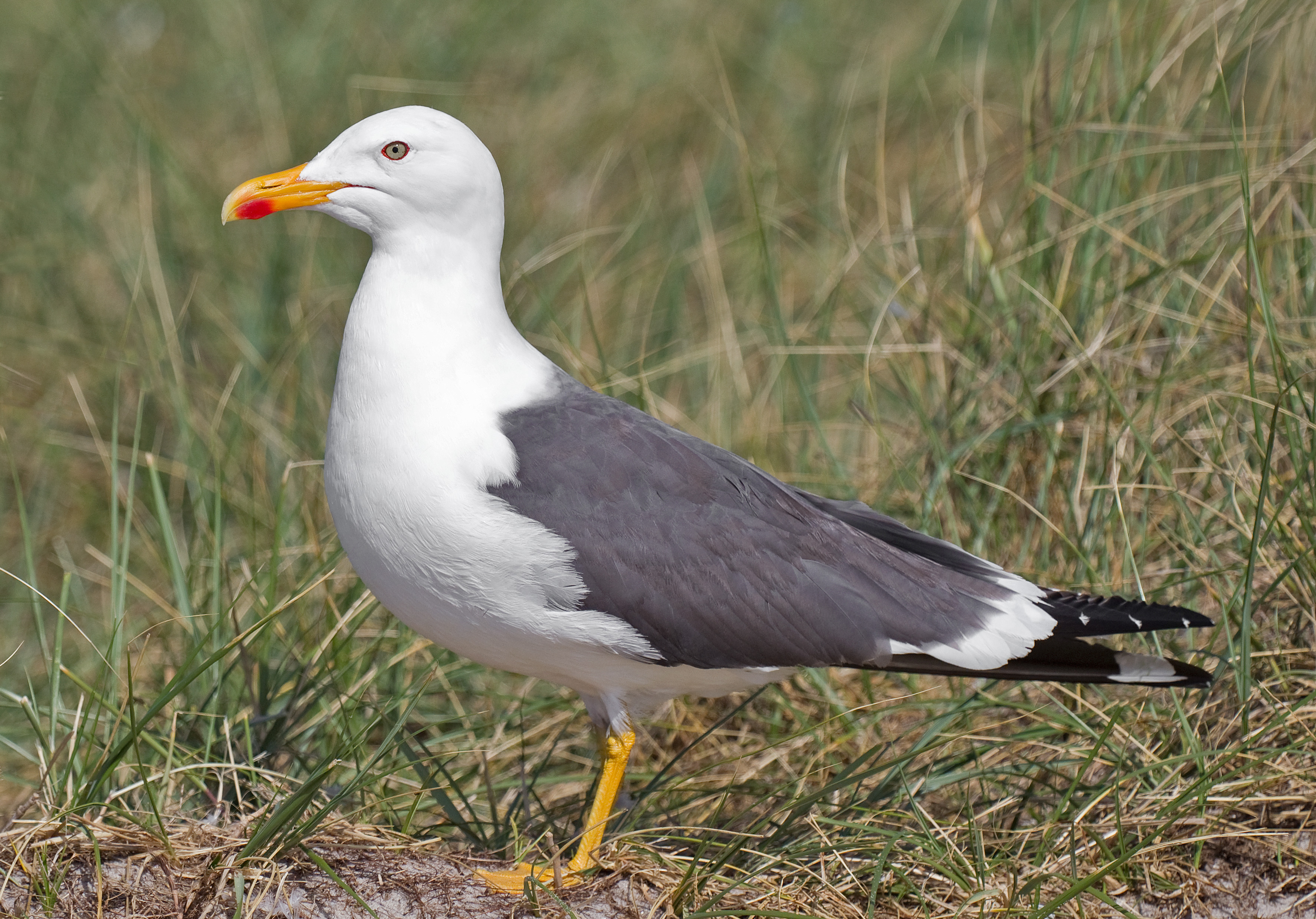
Gavià fosc (Larus fuscus)

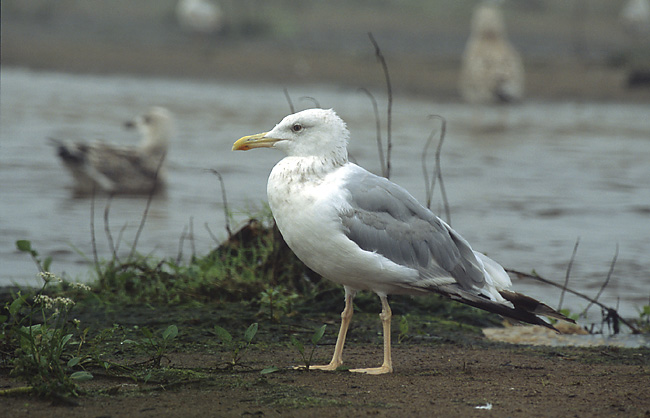
Larus cachinnans

- Gènere Larus
  - Larus scoresbii
  - Larus pacificus
  - Larus belcheri
  - Larus atlanticus
  - Larus crassirostris
  - Larus modestus
  - Larus heermanni
  - Larus leucophthalmus
  - Larus hemprichii
  - Larus canus
  - Larus audouinii
  - Larus delawarensis
  - Larus californicus
  - Larus marinus
  - Larus dominicanus
  - Larus glaucescens
  - Larus occidentalis
  - Larus livens
  - Larus hyperboreus
  - Larus glaucoides
  - Larus thayeri
  - Larus argentatus
  - Larus heuglini
  - Larus smithsonianus
  - Larus michahellis
  - Larus cachinnans
  - Larus vegae
  - Larus armenicus
  - Larus schistisagus
  - Larus fuscus
  - Larus ichthyaetus
  - Larus brunnicephalus
  - Larus cirrocephalus
  - Larus hartlaubii
  - Larus novaehollandiae
  - Larus scopulinus
  - Larus bulleri
  - Larus maculipennis
  - Larus ridibundus
  - Larus genei
  - Larus philadelphia
  - Larus saundersi
  - Larus serranus
  - Larus melanocephalus
  - Larus relictus
  - Larus fuliginosus
  - Larus atricilla
  - Larus pipixcan
  - Larus minutus
- Gènere Rissa
  - Rissa tridactyla
  - Rissa brevirostris
- Gènere Pagophila
  - Pagophila eburnea
- Gènere Rhodostethia
  - Rhodostethia rosea
- Gènere Xema
  - Xema sabini
- Gènere Creagrus
  - Creagrus furcatus